# RHOH
RHOH (англ. Ras homolog family member H) – білок, який кодується однойменним геном, розташованим у людей на короткому плечі 4-ї хромосоми.  Довжина поліпептидного ланцюга білка становить 191 амінокислот, а молекулярна маса — 21 331.
| 10         |  | 20         |  | 30         |  | 40         |  | 50         |
| ---------- |  | ---------- |  | ---------- |  | ---------- |  | ---------- |
| MLSSIKCVLV |  | GDSAVGKTSL |  | LVRFTSETFP |  | EAYKPTVYEN |  | TGVDVFMDGI |
| QISLGLWDTA |  | GNDAFRSIRP |  | LSYQQADVVL |  | MCYSVANHNS |  | FLNLKNKWIG |
| EIRSNLPCTP |  | VLVVATQTDQ |  | REMGPHRASC |  | VNAMEGKKLA |  | QDVRAKGYLE |
| CSALSNRGVQ |  | QVFECAVRTA |  | VNQARRRNRR |  | RLFSINECKI |  | F          |

A: Аланін

C: Цистеїн

D: Аспарагінова кислота

E: Глутамінова кислота

F: Фенілаланін

G: Гліцин

H: Гістидин

I: Ізолейцин

K: Лізин

L: Лейцин

M: Метіонін

N: Аспарагін

P: Пролін

Q: Глутамін

R: Аргінін

S: Серин

T: Треонін

V: Валін

W: Триптофан

Кодований геном білок за функцією належить до фосфопротеїнів. 
Білок має сайт для зв'язування з нуклеотидами, ГТФ. 
Локалізований у клітинній мембрані, цитоплазмі, мембрані.